# European Le Mans Series 2018
Navigation
Édition précédente Édition suivante
L'European Le Mans Series 2018 (ELMS) est la quinzième saison du championnat européen d'endurance. L'édition 2018 se déroule du 15 avril au 28 octobre. Les six manches ont une durée de 4 heures.

## Repères de débuts de saison
Le plateau LMP2 de l’European Le Mans Series s’annonce garni pour cette saison 2018 avec une petite quinzaine d’autos sur la grille.
Une des équipes présentes en 2017, Racing Team Nederland, est passée en Championnat du monde d'endurance FIA et on note deux nouvelles équipes dans la catégorie LMP2 avec la Dallara P217 du AVF by Adrián Vallés et l’Oreca 07 du Duqueine Engineering. Pour le reste, le plateau est connu même si plusieurs équipes devraient doubler la mise cette année. Une série d'ajustements sportifs a été réalisé dans le règlement ELMS pour 2018. Tout d’abord un nouveau trophée, réservé uniquement aux équipages Bronze et Silver dans la classe LM P2. Les voitures évoluant dans la catégorie LM P3 bénéficieront d’un train de pneu supplémentaire, à utiliser à tout moment durant l’année. Afin de mieux se familiariser avec les spécificités des tracés, une journée d’essais privés sera organisé le mercredi en amont de la manche de Monza (Italie), Red Bull Ring (Autriche), Spa-Francorchamps (Belgique) et Portimao (Portugal)...

## Calendrier[1]
Le calendrier provisoire 2018 a été annoncé le 23 septembre 2017. Le calendrier comprend six épreuves ayant une durée de 4 heures, reprenant les six mêmes circuits qui ont accueilli des courses dans la saison 2017. Les épreuves de Silverstone et du Castellet ont interverti leurs places dans le calendrier. Le circuit français accueille la manche d’ouverture et Silverstone a été reportée au mois d’août, une fois de plus en conjonction avec la manche du Championnat du monde d'endurance FIA.
Les essais officiels de pré-saison sont également revenus au Castellet alors qu'ils s'étaient déroulé à Monza en 2017.
| no | Date         | Nom de la course              | Durée    | Circuit                            | Lieu          | État, Pays              |
| -- | ------------ | ----------------------------- | -------- | ---------------------------------- | ------------- | ----------------------- |
| 1  | 15 avril     | 4 Heures du Castellet         | 4 heures | Circuit Paul Ricard                | Le Castellet  | France                  |
| 2  | 13 mai       | 4 Heures de Monza             | 4 heures | Circuit de Monza                   | Monza         | Italie                  |
| 3  | 22 juillet   | 4 Heures du Red Bull Ring     | 4 heures | Red Bull Ring                      | Spielberg     | Autriche                |
| 4  | 18 août      | 4 Heures de Silverstone       | 4 heures | Circuit de Silverstone             | Silverstone   | Angleterre, Royaume-Uni |
| 5  | 23 septembre | 4 Heures de Spa-Francorchamps | 4 heures | Circuit de Spa-Francorchamps       | Francorchamps | Belgique                |
| 6  | 28 octobre   | 4 Heures de Portimão          | 4 heures | Autódromo Internacional do Algarve | Portimão      | Portugal                |

## Engagés

### LMP2
Toutes les voitures utilisent un moteur Gibson GK428 4.2 L V8 atmosphérique.
| 21 |                        | DragonSpeed               | Oreca 07       | M   | Ben Hanley (Toutes)          | Henrik Hedman (Toutes)           | Nicolas Lapierre (Toutes) |
| 22 |                        | United Autosports         | Ligier JS P217 | D M | Philip Hanson (Toutes)       | Bruno Senna (1)                  | Filipe Albuquerque (2–6)  |
| 23 |                        | Panis-Barthez Compétition | Ligier JS P217 | M   | Timothé Buret (Toutes)       | Julien Canal (Toutes)            | Will Stevens (Toutes)     |
| 24 |                        | Racing Engineering        | Oreca 07       | D   | Norman Nato (Toutes)         | Paul Petit (Toutes)              | Olivier Pla (1–3, 5–6)    |
| 24 | Matthieu Vaxivière (4) | Racing Engineering        | Oreca 07       | D   |                              |                                  |                           |
| 25 |                        | Algarve Pro Racing        | Ligier JS P217 | D   | Mark Patterson (Toutes)      | Tacksung Kim (Toutes)            | Ate De Jong (1–4, 6)      |
| 25 | Matthew McMurry (5)    | Algarve Pro Racing        | Ligier JS P217 | D   |                              |                                  |                           |
| 26 |                        | G-Drive Racing            | Oreca 07       | D   | Roman Rusinov (Toutes)       | Andrea Pizzitola (Toutes)        | Alexandre Imperatori (1)  |
| 26 | Jean-Éric Vergne (2–6) | G-Drive Racing            | Oreca 07       | D   |                              |                                  |                           |
| 27 |                        | IDEC Sport Racing         | Ligier JS P217 | M   | Patrice Lafargue (1–3, 5)    | Erik Maris (1–3, 5)              | William Cavailhes (1–2)   |
| 27 | Nicolas Minassian (3)  | IDEC Sport Racing         | Ligier JS P217 | M   | Aurélien Panis (5)           |                                  |                           |
| 28 |                        | IDEC Sport Racing         | Oreca 07       | M   | Paul-Loup Chatin (Toutes)    | Memo Rojas (Toutes)              | Paul Lafargue (1–4)       |
| 28 | Gabriel Aubry (5–6)    | IDEC Sport Racing         | Oreca 07       | M   |                              |                                  |                           |
| 29 |                        | Duqueine Engineering      | Oreca 07       | M   | Pierre Ragues (Toutes)       | Nelson Panciatici (Toutes)       | Nicolas Jamin (Toutes)    |
| 30 |                        | AVF                       | Dallara P217   | D   | Henrique Chaves (Toutes)     | Konstantin Tereshchenko (Toutes) |                           |
| 31 |                        | APR - Rebellion Racing,   | Oreca 07       | D   | Harrison Newey (Toutes)      | Ryan Cullen (Toutes)             | Gustavo Menezes (Toutes)  |
| 32 |                        | United Autosports         | Ligier JS P217 | D M | William Owen (Toutes)        | Hugo de Sadeleer (Toutes)        | Wayne Boyd (Toutes)       |
| 35 |                        | SMP Racing                | Dallara P217   | D   | Viktor Shaytar (1–4)         | Egor Orudzhev (1–3)              | Matevos Isaakyan (1–4)    |
| 39 |                        | Graff Racing              | Oreca 07       | D   | Alexandre Cougnaud (Toutes)  | Jonathan Hirschi (Toutes)        | Tristan Gommendy (Toutes) |
| 40 |                        | G-Drive Racing            | Oreca 07       | D   | James Allen (Toutes)         | Enzo Guibbert (1–4)              | Jose Gutiérrez (1–2)      |
| 40 | Garry Findlay (4)      | G-Drive Racing            | Oreca 07       | D   | Henning Enqvist (5–6)        | Julien Falchero (5–6)            |                           |
| 47 |                        | Cetilar Villorba Corse    | Dallara P217   | D   | Giorgio Sernagiotto (Toutes) | Roberto Lacorte (Toutes)         | Andrea Belicchi (1)       |
| 47 | Felipe Nasr (2–6)      | Cetilar Villorba Corse    | Dallara P217   | D   |                              |                                  |                           |
| 49 |                        | High Class Racing         | Dallara P217   | D   | Dennis Andersen (Toutes)     | Anders Fjordbach (Toutes)        |                           |

- Afin de compléter son programme du Championnat du monde d'endurance FIA 2018-2019, l'écurie TDS Racing a participé avec son Oreca 07 aux manches du Paul Ricard, à Monza et au Red Bull Ring. La voiture était aux mains de François Perrodo, Matthieu Vaxivière et Loïc Duval[41].
- Afin de compléter son programme du Championnat du monde d'endurance FIA 2018-2019, l'écurie Signatech Alpine a participé avec son A470 à la manche du Paul Ricard. La voiture était aux mains de André Negrão et de Pierre Thiriet[42].

### LMP3
Toutes les voitures ont un moteur Nissan VK50VE 5.0 L V8 et sont chaussées de pneumatiques Michelin.
| no   | Pays                   | Équipe                    | Voiture      | Pilotes                                                                                              | Pilotes                                                                                              | Pilotes                                                                                              |
| no   | Pays                   | Équipe                    | Voiture      | Les chiffres entre parenthèses sont la ou les manches auxquelles le pilote ou l'écurie sont inscrits | Les chiffres entre parenthèses sont la ou les manches auxquelles le pilote ou l'écurie sont inscrits | Les chiffres entre parenthèses sont la ou les manches auxquelles le pilote ou l'écurie sont inscrits |
| LMP3 | LMP3                   | LMP3                      | LMP3         | LMP3                                                                                                 | LMP3                                                                                                 | LMP3                                                                                                 |
| ---- | ---------------------- | ------------------------- | ------------ | --- | --- | --- |
| 2    |                        | United Autosports         | Ligier JS P3 | John Falb (Toutes)                                                                                   | Sean Rayhall (1–4)                                                                                   | Scott Andrews (5–6)                                                                                  |
| 3    |                        | United Autosports         | Ligier JS P3 | Matthew Bell (Toutes)                                                                                | Tony Wells (Toutes)                                                                                  | Garett Grist (Toutes)                                                                                |
| 4    |                        | Cool Racing by GPC        | Ligier JS P3 | Iradj Alexander (1–4, 6)                                                                             | Alexandre Coigny (1–3, 5–6)                                                                          | Antonin Borga (1–3, 5–6)                                                                             |
| 4    | Lucas Borga (4)        | Cool Racing by GPC        | Ligier JS P3 | Christian Vaglio (4)                                                                                 | | |
| 5    |                        | NEFIS By Speed Factory    | Ligier JS P3 | Timur Boguslavskiy (Toutes)                                                                          | Aleksey Chuklin (en) (Toutes)                                                                        | Danil Pronenko (Toutes)                                                                              |
| 6    |                        | 360 Racing                | Ligier JS P3 | Ross Kaiser (Toutes)                                                                                 | James Swift (1–5)                                                                                    | Terrence Woodward (1–2, 4–6)                                                                         |
| 7    |                        | Ecurie Ecosse / Nielsen   | Ligier JS P3 | Alex Kapadia (Toutes)                                                                                | Colin Noble (Toutes)                                                                                 | Christian Olsen (Toutes)                                                                             |
| 8    |                        | DKR Engineering           | Norma M30    | Jean Glorieux (1–2)                                                                                  | Alexander Toril (de) (1–2)                                                                           | Miguel Toril (1–2)                                                                                   |
| 8    | Henning Enqvist (3)    | DKR Engineering           | Norma M30    | Fabien Lavergne (3)                                                                                  | Ricardo Sanchez (3)                                                                                  | |
| 8    | Marvin Klein (5–6)     | DKR Engineering           | Norma M30    | Christian Vaglio (5–6)                                                                               | Nicolas Maulini (6)                                                                                  | |
| 9    |                        | AT Racing                 | Ligier JS P3 | Alexander Talkanitsa, Jr. (Toutes)                                                                   | Alexander Talkanitsa, Sr. (Toutes)                                                                   | Yann Clairay (1, 4–5)                                                                                |
| 9    | Mikkel Jensen (2–3, 6) | AT Racing                 | Ligier JS P3 | | | |
| 10   |                        | Oregon Team               | Norma M30    | Andrés Méndez (en) (Toutes)                                                                          | Riccardo Ponzio (Toutes)                                                                             | Clément Mateu (Toutes)                                                                               |
| 11   |                        | EuroInternational         | Ligier JS P3 | Giorgio Mondini (Toutes)                                                                             | Kay Van Berlo (Toutes)                                                                               | Mattia Drudi (5)                                                                                     |
| 12   |                        | EuroInternational         | Ligier JS P3 | Andrea Dromedari (1–5)                                                                               | Max Hanratty (1–3)                                                                                   | James Dayson (1, 3, 5–6)                                                                             |
| 12   | Mark Kvamme (2)        | EuroInternational         | Ligier JS P3 | Mattia Drudi (4)                                                                                     | Vadim Meshcheriakov (6)                                                                              | |
| 12   | Luca Demarchi (6)      | EuroInternational         | Ligier JS P3 | | | |
| 13   |                        | Inter Europol Competition | Ligier JS P3 | Martin Hippe (Toutes)                                                                                | Jakub Śmiechowski (Toutes)                                                                           | |
| 14   |                        | Inter Europol Competition | Ligier JS P3 | Paul Scheuchner (Toutes)                                                                             | Luca Demarchi (1–5)                                                                                  | Henning Enqvist (1)                                                                                  |
| 14   | Hendrik Still (2, 4)   | Inter Europol Competition | Ligier JS P3 | Guglielmo Belotti (3)                                                                                | Moritz Müller-Crepon (5–6)                                                                           | |
| 15   |                        | RLR Msport                | Ligier JS P3 | John Farano (Toutes)                                                                                 | Rob Garofall (Toutes)                                                                                | Job van Uitert (Toutes)                                                                              |
| 16   |                        | BHK Motorsport            | Ligier JS P3 | Jacopo Baratto (Toutes)                                                                              | Francesco Dracone (Toutes)                                                                           | |
| 17   |                        | Ultimate                  | Norma M30    | François Hériau (Toutes)                                                                             | Jean-Baptiste Lahaye (Toutes)                                                                        | Matthieu Lahaye (Toutes)                                                                             |
| 18   |                        | M.Racing - YMR            | Ligier JS P3 | Natan Bihel (Toutes)                                                                                 | Laurent Millara (Toutes)                                                                             | |
| 19   |                        | M.Racing - YMR            | Norma M30    | David Droux (Toutes)                                                                                 | Lucas Légeret (Toutes)                                                                               | Nicolas Ferrer (1–2)                                                                                 |
| 19   | Alain Ferté (3)        | M.Racing - YMR            | Norma M30    | Romano Ricci (4–5)                                                                                   | Michael Benham (6)                                                                                   | |
| 20   |                        | Racing For Poland         | Ligier JS P3 | Tomasz Blicharski (2)                                                                                | Henning Enqvist (2)                                                                                  | Alex Fontana (2)                                                                                     |
| 34   |                        | Team Virage               | Ligier JS P3 | Henning Enqvist (4)                                                                                  | Jean-Marc Littman (4)                                                                                | Jacob Rattenbury (4)                                                                                 |

### LMGTE
Tous les équipages sont chaussés de pneumatiques Dunlop.
| no    | Pays                | Équipe             | Voiture         | Pilotes                                                                                              | Pilotes                                                                                              | Pilotes                                                                                              |
| no    | Pays                | Équipe             | Voiture         | Les chiffres entre parenthèses sont la ou les manches auxquelles le pilote ou l'écurie sont inscrits | Les chiffres entre parenthèses sont la ou les manches auxquelles le pilote ou l'écurie sont inscrits | Les chiffres entre parenthèses sont la ou les manches auxquelles le pilote ou l'écurie sont inscrits |
| LMGTE | LMGTE               | LMGTE              | LMGTE           | LMGTE                                                                                                | LMGTE                                                                                                | LMGTE                                                                                                |
| ----- | ------------------- | ------------------ | --------------- | --- | --- | --- |
| 55    |                     | Spirit of Race     | Ferrari 488 GTE | Duncan Cameron (Toutes)                                                                              | Matt Griffin (Toutes)                                                                                | Aaron Scott (Toutes)                                                                                 |
| 66    |                     | JMW Motorsport     | Ferrari 488 GTE | Liam Griffin (en) (Toutes)                                                                           | Alex MacDowall (Toutes)                                                                              | Miguel Molina (Toutes)                                                                               |
| 77    |                     | Proton Competition | Porsche 911 RSR | Christian Ried (Toutes)                                                                              | Marvin Dienst (de) (Toutes)                                                                          | Dennis Olsen, (1, 3–6)                                                                               |
| 77    | Marc Lieb (2)       | Proton Competition | Porsche 911 RSR | | | |
| 80    |                     | Ebimotors          | Porsche 911 RSR | Fabio Babini (Toutes)                                                                                | Riccardo Pera (Toutes)                                                                               | Raymond Narac (1–2)                                                                                  |
| 80    | Bret Curtis (3–6)   | Ebimotors          | Porsche 911 RSR | | | |
| 83    |                     | Krohn Racing       | Ferrari 488 GTE | Andrea Bertolini (Toutes)                                                                            | Niclas Jönsson (Toutes)                                                                              | Tracy Krohn (Toutes)                                                                                 |
| 88    |                     | Proton Competition | Porsche 911 RSR | Giorgio Roda (Toutes)                                                                                | Gianluca Roda (Toutes)                                                                               | Matteo Cairoli (1, 3–6)                                                                              |
| 88    | Gianmaria Bruni (2) | Proton Competition | Porsche 911 RSR | | | |

- Afin de compléter son programme du Championnat du monde d'endurance FIA 2018-2019, l'écurie Spirit of Race a participé avec une seconde Ferrari 488 GTE à la manche du Paul Ricard. La voiture était aux mains de Thomas Flohr et de Francesco Castellacci[7].
- Afin de compléter son programme du Championnat du monde d'endurance FIA 2018-2019, l'écurie Gulf Racing UK a participé avec sa Porsche 911 RSR à la manche du Paul Ricard. La voiture était aux mains de Michael Wainwright, Ben Barker et de Alex Davison[7].

## Résumé

### 4 Heures du Castellet
La catégorie LMP2 et le classement général des 4 Heures du Castellet ont été remportés par l'Oreca 07 de l'écurie Racing Engineering et pilotée par Norman Nato, Paul Petit et Olivier Pla.
La catégorie LMP3 a été remportée par la Ligier JS P3 de l'écurie RLR Msport et pilotée par John Farano, Rob Garofall et Job van Uitert.
La catégorie GTE a été remportée par la Ferrari 488 GTE de l'écurie JMW Motorsport et pilotée par Liam Griffin (en), Alex MacDowall et Miguel Molina.

### 4 Heures de Monza
La catégorie LMP2 et le classement général des 4 Heures de Monza ont été remportés par l'Oreca 07 de l'écurie G-Drive Racing et pilotée par Roman Rusinov, Jean-Éric Vergne et Andrea Pizzitola.
La catégorie LMP3 a été remportée par la Ligier JS P3 de l'écurie EuroInternational et pilotée par Giorgio Mondini et Kay Van Berlo.
La catégorie GTE a été remportée par la Ferrari 488 GTE de l'écurie Spirit of Race et pilotée par Duncan Cameron, Matthew Griffin et Aaron Scott.

### 4 Heures du Red Bull Ring
La catégorie LMP2 et le classement général des 4 Heures du Red Bull Ring ont été remportés par l'Oreca 07 de l'écurie G-Drive Racing et pilotée par Roman Rusinov, Jean-Éric Vergne et Andrea Pizzitola.
La catégorie LMP3 a été remportée par la Ligier JS P3 de l'écurie RLR Msport et pilotée par John Farano, Rob Garofall et Job van Uitert.
La catégorie GTE a été remporte par la Porsche 911 RSR de l'écurie Proton Competition et pilotée par Matteo Cairoli, Giorgio Roda et Gianluca Roda.

### 4 Heures de Silverstone

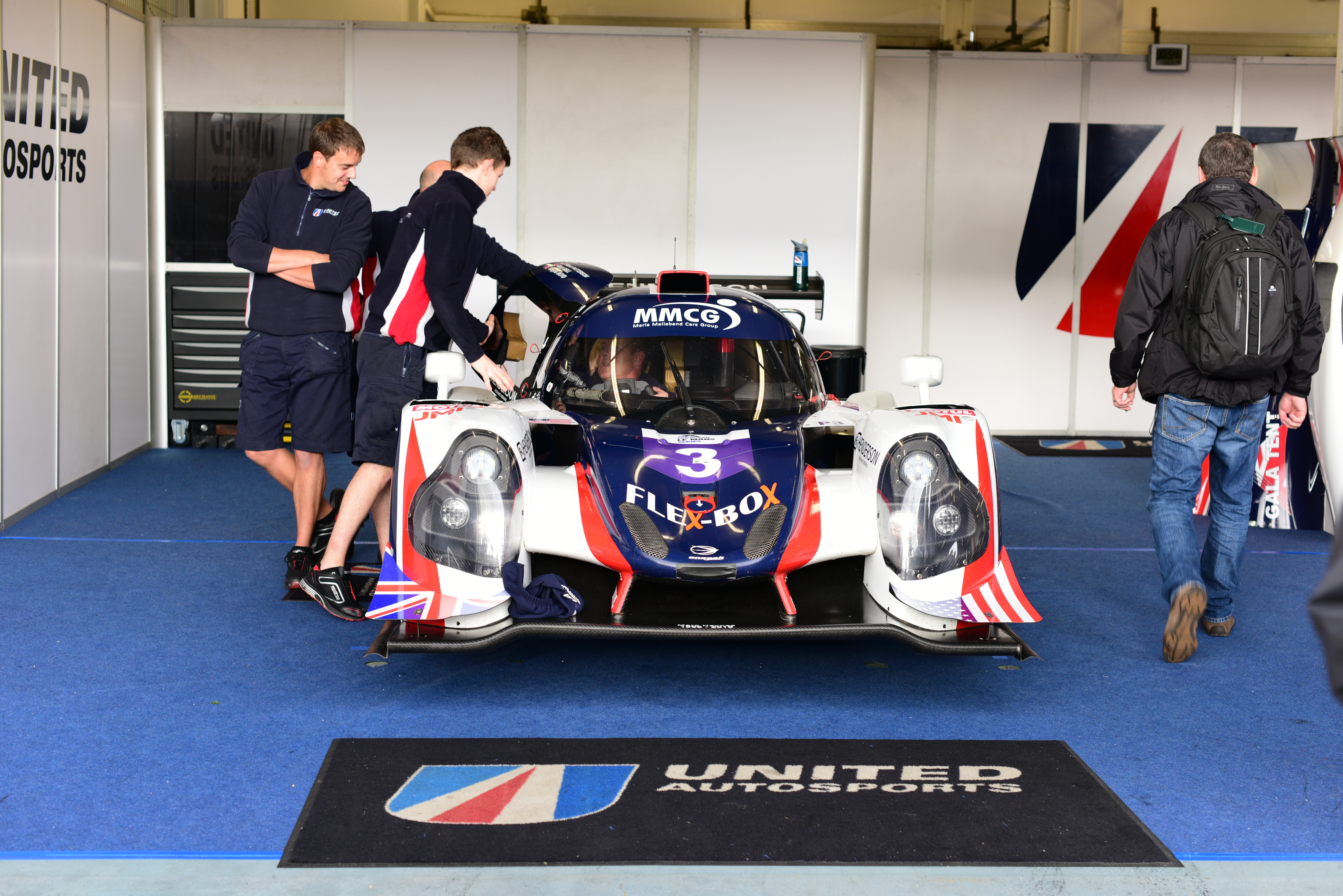
La Ligier JS P3 n°3 de l'écurie United Autosports

La catégorie LMP2 et le classement général des 4 Heures de Silverstone ont été remportés par l'Oreca 07 de l'écurie G-Drive Racing et pilotée par Roman Rusinov, Jean-Éric Vergne et Andrea Pizzitola.
La catégorie LMP3 a été remportée par la Ligier JS P3 de l'écurie United Autosports et pilotée par Matthew Bell, Tony Wells et Garett Grist.
La catégorie GTE a été remportée par la Ferrari 488 GTE de l'écurie JMW Motorsport et pilotée par Liam Griffin (en), Alex MacDowall et Miguel Molina.

### 4 Heures de Spa-Francorchamps

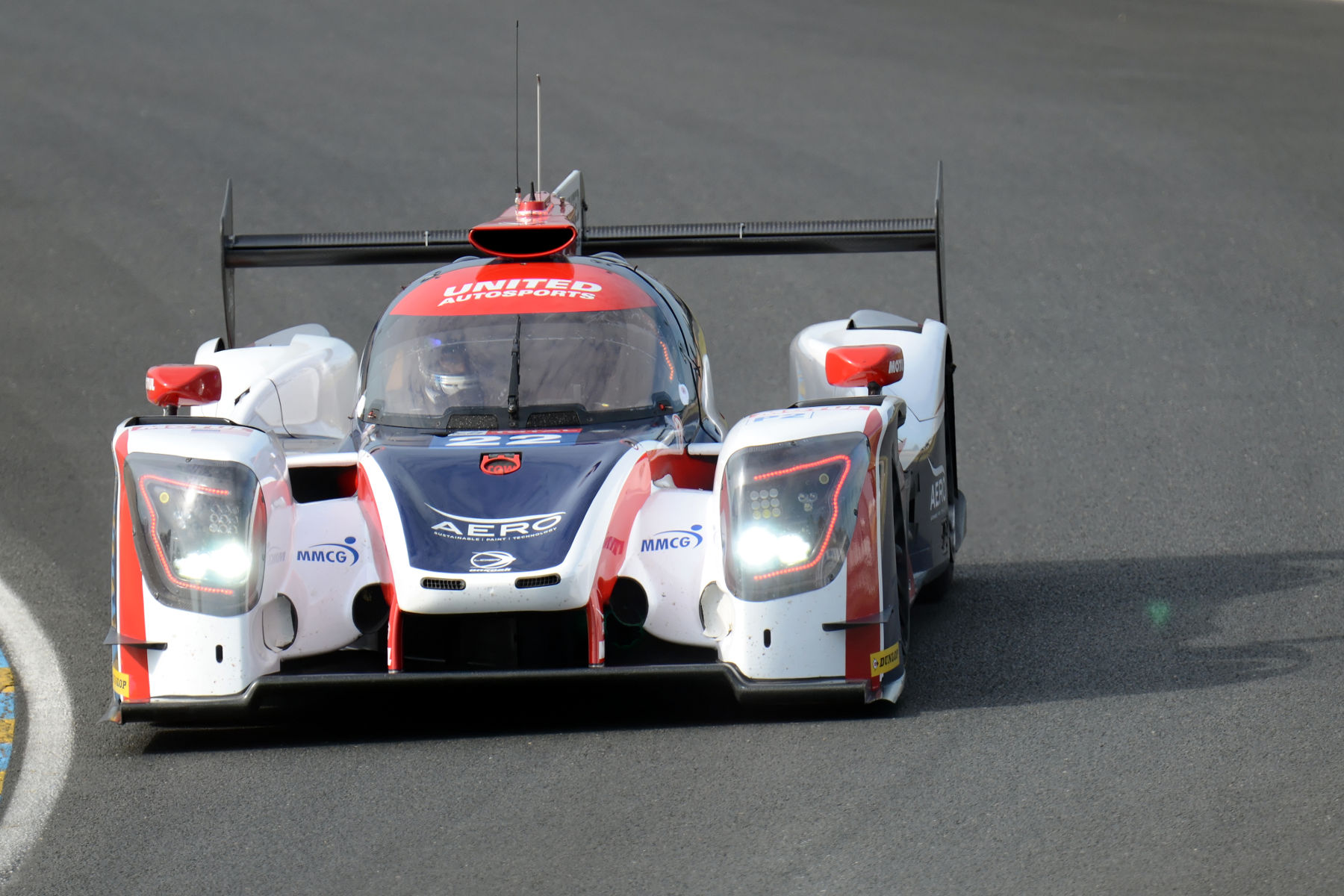
La Ligier JS P217 n°22 de l'écurie United Autosports

La catégorie LMP2 et le classement général des 4 Heures de Silverstone ont été remportés par la Ligier JS P217 de l'écurie United Autosports et pilotée par Filipe Albuquerque et Philip Hanson.
La catégorie LMP3 a été remportée par la Ligier JS P3 de l'écurie United Autosports et pilotée par John Falb et Scott Andrews.
La catégorie GTE a été remportée par la Porsche 911 RSR de l'écurie Ebimotors et pilotée par Fabio Babini, Riccardo Pera et Bret Curtis.

### 4 Heures de Portimão

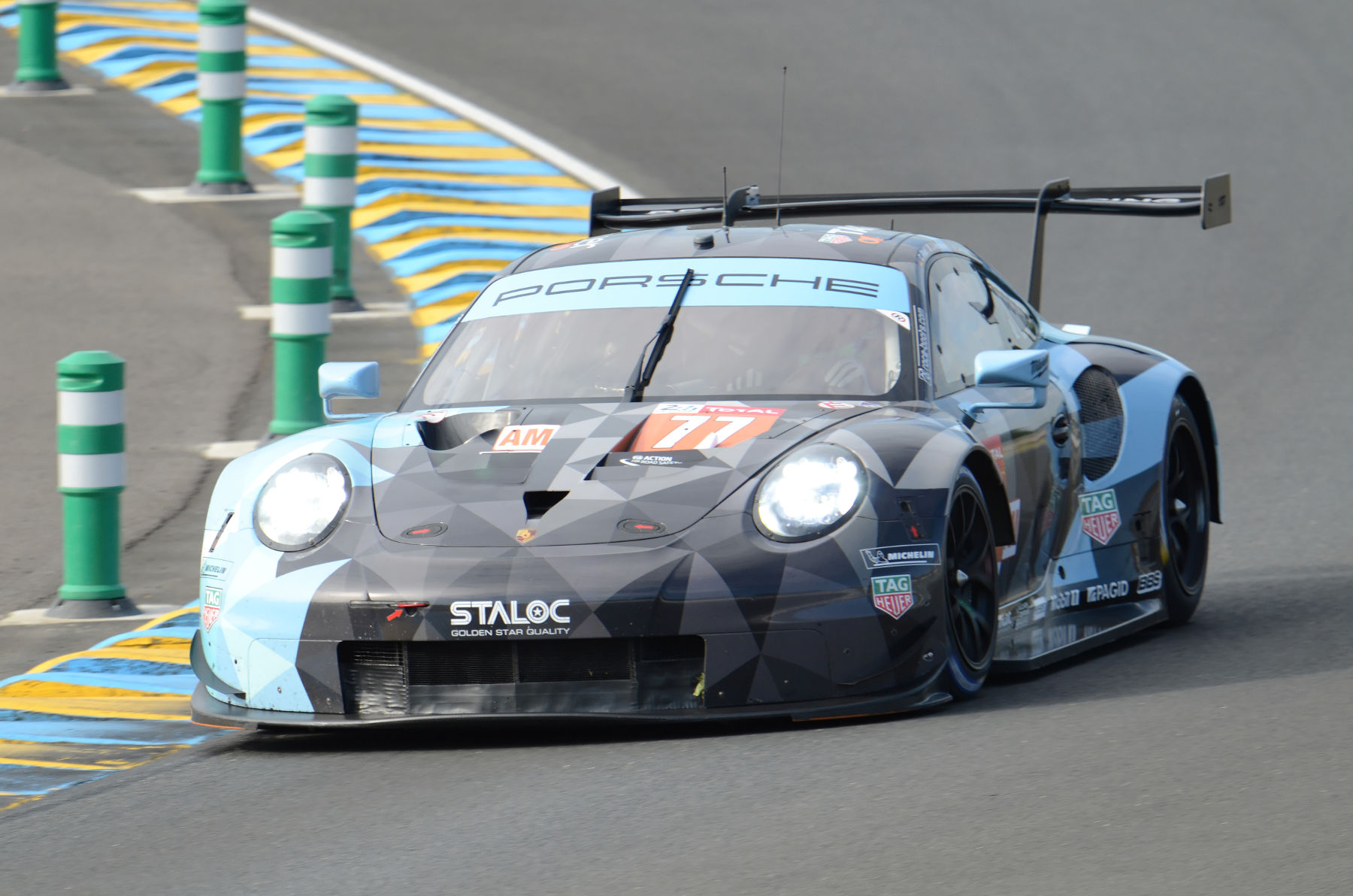
La Porsche 911 RSR n°77 de l'écurie Proton Competition

La catégorie LMP2 et le classement général des 4 Heures de Silverstone ont été remportés par la Ligier JS P217 de l'écurie United Autosports et pilotée par Filipe Albuquerque et Philip Hanson.
La catégorie LMP3 a été remportée par la Ligier JS P3 de l'écurie Inter Europol Competition et pilotée par Martin Hippe  et Jakub Śmiechowski.
La catégorie GTE a été remportée par la Porsche 911 RSR de l'écurie Proton Competition et pilotée par Marvin Dienst (de), Christian Ried et Dennis Olsen.

#### Classement LMP2

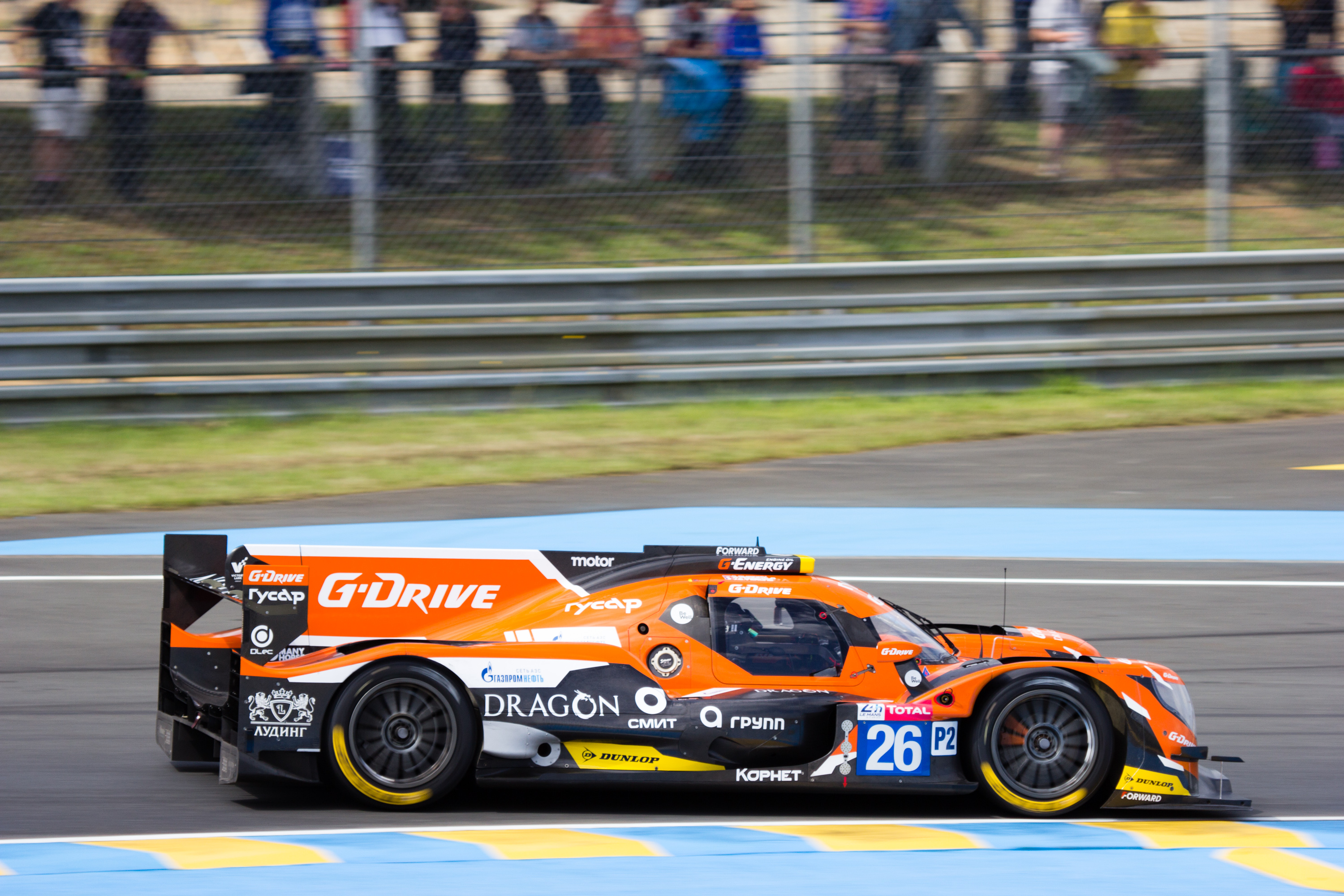
Oreca 07 de l'écurie G-Drive Racing

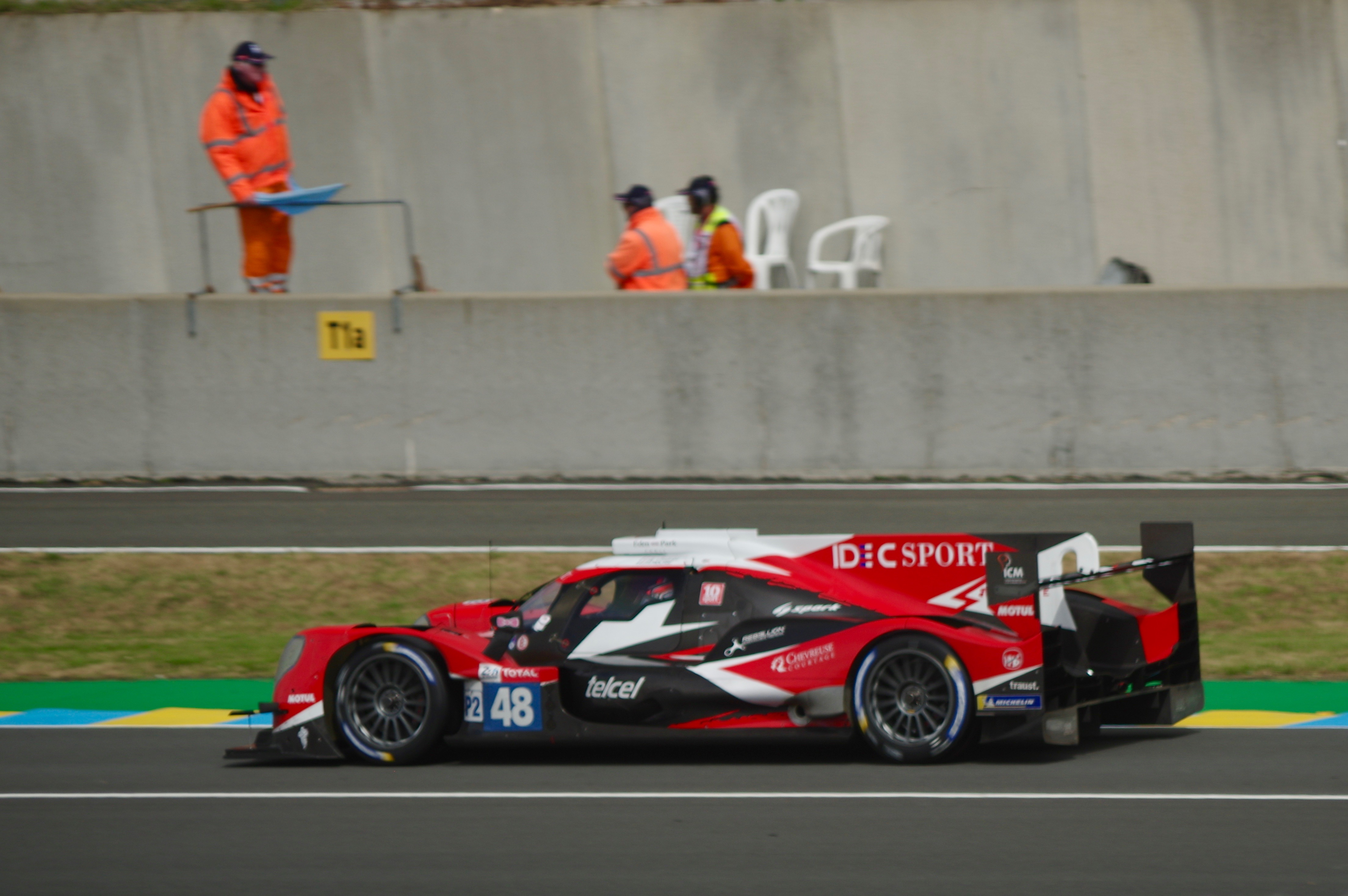
Oreca 07 de l'écurie IDEC Sport.

#### Classement LMP3

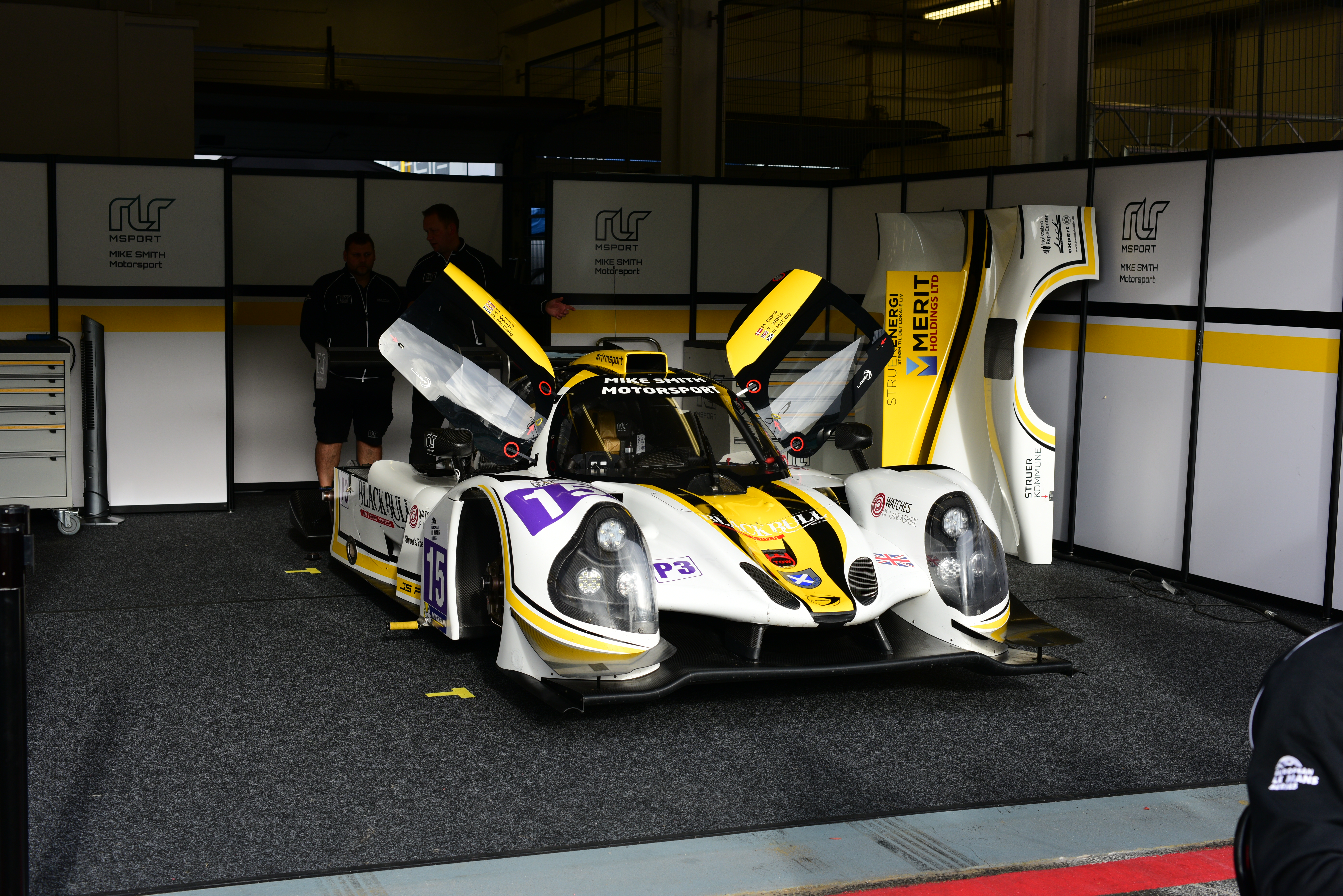
Ligier JS P3 de l'écurie RLR Msport

## Résultats
En gras le vainqueur de la course.
| no | Course                        | Équipe victorieuse LMP2                         | Équipe victorieuse LMP3                 | Équipe victorieuse GTE                         | Résultats |
| no | Course                        | Pilotes victorieux LMP2                         | Pilotes victorieux LMP3                 | Pilotes victorieux GTE                         | Résultats |
| -- | ----------------------------- | ----------------------------------------------- | --------------------------------------- | ---------------------------------------------- | --------- |
| 1  | 4 Heures du Castellet         | no 24 Racing Engineering                        | no 15 RLR Msport                        | no 66 JMW Motorsport                           | résultats |
| 1  | 4 Heures du Castellet         | Norman Nato Paul Petit Olivier Pla              | John Farano Rob Garofall Job van Uitert | Liam Griffin (en) Alex MacDowall Miguel Molina | résultats |
| 2  | 4 Heures de Monza             | no 26 G-Drive Racing                            | no 11 EuroInternational                 | no 55 Spirit of Race                           | résultats |
| 2  | 4 Heures de Monza             | Roman Rusinov Jean-Éric Vergne Andrea Pizzitola | Giorgio Mondini Kay Van Berlo           | Duncan Cameron Matthew Griffin Aaron Scott     | résultats |
| 3  | 4 Heures du Red Bull Ring     | no 26 G-Drive Racing                            | no 15 RLR Msport                        | no 88 Proton Competition                       | résultats |
| 3  | 4 Heures du Red Bull Ring     | Roman Rusinov Jean-Éric Vergne Andrea Pizzitola | John Farano Rob Garofall Job van Uitert | Matteo Cairoli Giorgio Roda Gianluca Roda      | résultats |
| 4  | 4 Heures de Silverstone       | no 26 G-Drive Racing                            | no 3 United Autosports                  | no 66 JMW Motorsport                           | résultats |
| 4  | 4 Heures de Silverstone       | Roman Rusinov Jean-Éric Vergne Andrea Pizzitola | Matthew Bell Tony Wells Garett Grist    | Liam Griffin (en) Alex MacDowall Miguel Molina | résultats |
| 5  | 4 Heures de Spa-Francorchamps | no 22 United Autosports                         | no 2 United Autosports                  | no 80 Ebimotors                                | résultats |
| 5  | 4 Heures de Spa-Francorchamps | Filipe Albuquerque Philip Hanson                | John Falb Scott Andrews                 | Fabio Babini Riccardo Pera Bret Curtis         | résultats |
| 6  | 4 Heures de Portimão          | no 22 United Autosports                         | no 13 Inter Europol Competition         | no 77 Proton Competition                       | résultats |
| 6  | 4 Heures de Portimão          | Filipe Albuquerque Philip Hanson                | Martin Hippe Jakub Śmiechowski          | Marvin Dienst (de) Christian Ried Dennis Olsen | résultats |